# Dionicio Castellanos
Dionicio Castellanos, bedre kendt som Psicosis eller Psychosis (født d. 19. maj 1971) er en mexicansk luchadore. Han kæmper i øjeblikket som Nicho el Millionare.